# Бокаччо (рыба)
Бокаччо (лат. Sebastes paucispinis) — вид лучепёрых рыб семейства скорпеновых (Scorpaenidae). Один из самых крупных представителей рода морских окуней. Распространены в северо-восточной части Тихого океана.

## Описание
Тело удлинённое, его высота укладывается 3,6—3,8 раз в стандартную длину тела. Голова большая, заострённая, на ней есть только носовые и корональные шипы. Массивная нижняя челюсть выдвинута вперёд, на её конце расположен направленный вниз симфизиальный бугорок. Верхняя челюсть заходит за вертикаль, проходящую через задний край глаза. Межглазничное расстояние выпуклое. Жаберные тычинки длинные и тонкие, на первой жаберной дуге 27—32 тычинок. В длинном спинном плавнике 12—15 колючих и 13—15 мягких лучей. В анальном плавнике 3 колючих и 7—10 мягких лучей. Колючие лучи короткие. Окончания грудных плавников не доходят до анального отверстия. В брюшных плавниках один колючий и 5 мягких лучей. Хвостовой плавник с небольшой выемкой. В боковой линии 51—70 чешуй.
Спина окрашена в оливково-коричневый цвет, бока розовые или красные. У неполовозрелых особей длиной менее 25 см по бокам тела разбросаны небольшие коричневые точки. Боковая линия кремового или розовато-коричневого цвета.
Максимальная длина тела 91 см.

## Биология
Максимальная продолжительность жизни 50 лет.

### Питание
После вылупления личинки и мальки бокаччо питаются зоопланктоном. По достижении длины тела около 15 см в возрасте одного года переходят на питание молодью рыб (другие виды морских окуней, ставриды, живородковые и другие). В состав рациона взрослых особей бокаччо у берегов Калифорнии входят мелкие рыбы (мелкие особи морских окуней, анчоусовые, миктофовые, угольная рыба, калифорнийский анчоус и другие) и кальмары (в частности Loligo opalescens).

### Размножение
Живородящие рыбы. Оплодотворение внутреннее, в разных частях ареала происходит в разные сезоны. Сперма сохраняется внутри самки в течение нескольких месяцев до оплодотворения икры. Вылупление происходит внутри самки. Плодовитость варьируется от 200 тысяч до 2300 тысяч икринок. В некоторых регионах самка может выметать несколько порций личинок за сезон. Вымет личинок происходит в разные сезоны года: Британская Колумбия — февраль; Вашингтон — январь - апрель; Орегон — январь - февраль; северная и центральная Калифорния — январь - март или ноябрь — март; южная Калифорния октябрь — март.

## Распространение
Распространены в северо-восточной части Тихого океана. Ареал простирается от Нижней Калифорнии до залива Аляска (острова Крузов и Кадьяк). Обычны в прибрежных водах штатов Калифорния и Орегон. Обитают на шельфе и материковом склоне на глубине от 50 до 570 м, обычно на глубинах от 100—200 м.